# Взрыв в жилом доме в Ногинске
Взрыв в жилом доме в Ногинске произошёл 8 сентября 2021 года утром в 06:55 по московскому времени на третьем этаже девятиэтажного дома № 9а на улице 28 Июня, взорвался бытовой газ. Пострадали 24 квартиры, 17 из них разрушены почти полностью, также повреждены перекрытия между четвёртым и пятым этажами. Погибли 7 человек, включая ребёнка и девочку-подростка. Среди погибших также руководитель программы водолазной подготовки Центра подготовки космонавтов имени Ю. А. Гагарина. Пострадали 22 человека, из них четыре ребёнка. Госпитализированы шесть человек.

## Расследование
По предварительным итогам расследования «жители квартиры, в которой произошёл смертоносный взрыв в жилом доме в Ногинске, пытались согреться, включили газовую плиту для обогрева квартиры и оставили на ночь; пламя потухло, газ заполнил квартиру. При включении света утром от искры произошёл взрыв». По мнению специалиста, в пострадавшей квартире, вероятнее всего, было установлено старое газовое оборудование, не имеющее датчиков огня.
Момент взрыва попал на видео. На появившихся в Сети кадрах видно, что мощный взрыв сносит одну из стен дома. Обломки стены и выбитые стекла падают на припаркованные во дворе дома машины. Возбуждено уголовное дело по части 3 статьи 238 УК РФ — по факту оказания услуг, не отвечающих требованиям безопасности, повлёкших по неосторожности смерть двух и более лиц.
По состоянию на 15 сентября задержан гендиректор компании, обслуживающей внутриквартирное газовое оборудование в доме.
По данным следствия, в рамках исполнения договора на обслуживание внутриквартирного газового оборудования, заключённого с собственниками двух квартир, гендиректор компании не организовал соответствующее техническое обслуживание и не выявил неисправность газового оборудования. В результате произошла большая утечка бытового газа в одной квартире, а из-за отсутствия набивки между газовой трубой и перекрытием квартир и неправильного функционирования системы вентиляции бытовой газ сконцентрировался в другой квартире. В результате произошли взрыв и обрушение первых четырёх этажей подъезда, погибли семь человек.
По уголовному делу проведено пять осмотров, в качестве потерпевших допрошен 131 человек, допрошены в качестве свидетелей 172 человека, назначено 19 судебных экспертиз, проведено семь обысков и восемь выемок в газовых службах.

## Последствия взрыва и восстановление дома
По состоянию на 9 сентября поисково-спасательные работы завершены.
После взрыва в квартирах остались домашние животные, всего волонтёры насчитали 17 особей. Но вызволять животных спасателям запретили из-за опасности обрушения здания, в нём почти три недели оставались 2 кошки и 1 кот. Они, по словам зоозащитников, сидели на окнах, без пищи и воды. 27 сентября СМИ сообщили, что всех животных спасли.
По состоянию на 5 октября, жителям подъезда начали возвращать личное имущество. «На текущий момент рабочие подрядной организации регионального Фонда капитального ремонта разобрали участок кровли и приступили к демонтажу плит перекрытий верхних этажей, балконов, наружных стен и внутренних перегородок квартир 9 этажа, а в минувшие выходные начали извлекать личное имущество и ценности собственников квартир», — говорится в сообщении.
По состоянию на 10 ноября, весь подъезд разобрали.
По состоянию на 29 ноября, в доме начали устанавливать окна и стеклопакеты.
По состоянию на 15 марта 2022 года, активная группа жителей проверила работы на строительной площадке. Они убедились в безопасности всех конструкций и качестве используемых материалов.

## Видео
- Спецвыпуск YouTube-канала «Редакция»
- Рассказ семьи девочки, снятой с развалин
- Обзор происшедшего телеканалом Дождь
- Спасение животных из разрушенного дома